# Північнодвінська фауна

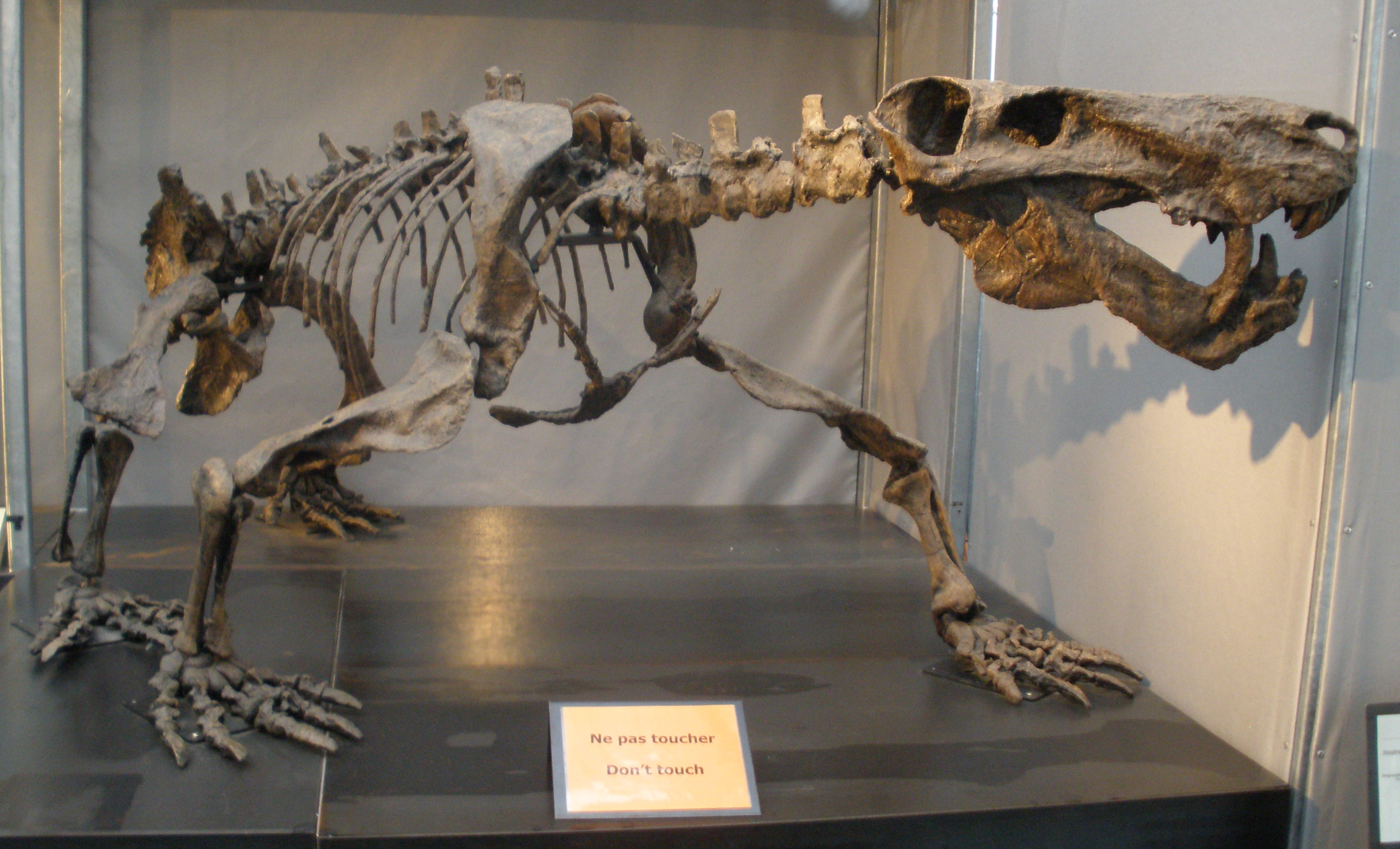
Скелет іностранцевії

Північнодвінська фауна — комплекс тварин, що мешкали в європейській частині Росії в кінці татарського віку пермського періоду. Відкрита і вперше розкопана в 1896 році В. П. Амаліцкім на річці Мала Північна Двіна (в околицях міста Котлас). У неї входять батрахозаври, котилозаври і терапсиди. Перші представлені малорухомими водними формами (котлассія, Karpinskiosaurus), другі — напівводними рослиноїдними (великі парейазаври). Серед терапсид були і дрібні, мабуть, наземні хижі цінодонти (двініі) і тероцефали (наприклад, Annatherapsidus) і рослиноїдні діцінодонти, а також мешкали по берегах великі хижі теріодонти (такі, як іностранцевія). Місцезнаходження схожої фауни в Росії виявлені також в басейні В'ятки, Середньої Волги і в Заволжя. Фауна, близька до північнодвінської, розкопана в Південній Африці; очевидно, в кінці пермського періоду наземні фауни такого типу були характерні для більшості районів Землі.